# Geraldine Hakewill
Geraldine Hakewill, est une actrice australienne, née le 13 juillet 1987 à Paris en France.
Elle est connue pour ses rôles de Chelsea Babbage dans la série dramatique Wanted et de Peregrine Fisher dans Les Nouvelles Enquêtes de Miss Fisher, la série dérivée de Miss Fisher enquête.

## Biographie
Geraldine Hakewill est née à Paris en France de parents australiens, – son père est médecin généraliste (il faisait un stage en médecine tropicale à Paris au moment de la naissance de sa fille avant de participer à la création de la branche australienne de Médecins sans frontières) et sa mère professeure de méditation – et a vécu ses premières années à Genève en Suisse puis à Chennai en Inde. Sa famille retourne en Australie au début des années 1990 où Geraldine Hakewill grandit avec son frère à Sydney.
Elle fait ses études à la Western Australian Academy of Performing Arts (en) à Perth.
En décembre 2021, elle épouse l'acteur Australien Mark Leonard Winter qu'elle a rencontré dix ans plus tôt et avec qui elle vivait depuis 2017. Ils ont joué ensemble dans le film Disclosure.

## Filmographie

### Cinéma
- 2010 : Wasted on the Young de Ben C. Lucas : Ella
- 2010 : Uninhabited de Bill Bennett : Beth
- 2011 : Found Footage de Samuel Bartlett et Matt Doran : Bea
- 2014 : Ad nauseam de Nikos Andronicos : April
- 2017 : The Pretend One de Tony Prescott : Charlie
- 2020 : Disclosure de Michael Bentham : Bek Chalmers

### Télévision
- 2010 : Rescue : Unité Spéciale : Shona Lankford  (saison 2, épisode 12)
- 2013 : Camp : Kendra Huffington
- 2016 : Soul Mates : Miss Murphy  (saison 2, épisodes 1 à 4)
- 2016-2018 : Wanted : Chelsea Babbage (3 saisons)
- 2017 : Pulse : Connie (saison 1, épisode 3)
- 2019 : Wentworth : Kylee Webb (saison 7)
- 2019-2021 : Les Nouvelles Enquêtes de Miss Fisher : Peregrine Fisher
- 2021 : Wakefield : Dr Kareena Wells
- 2023 : Five Bedrooms : Victoria (saison 4, épisodes 7 & 8)